# Sparta/Feyenoord
Uniformes
Sparta/Feyenoord est un club de baseball et de softball néerlandais basé dans le sud de Rotterdam. Issu en 1998 de la fusion des clubs du Sparta et du Feyenoord, il a évolué en première division du championnat des Pays-Bas avant de cesser d'exister en 2012.
Les deux équipes à l'origine de la fusion avaient été créées en 1942 et en 1954 par les deux plus grands clubs de football de Rotterdam : Sparta et Feyenoord

## Histoire

### Sparta
Le premier des deux clubs ancêtres de Sparta/Feyenoord, est l'équipe de baseball fondée au sein du club de football du RV&AV Sparta le 11 mai 1942.
L'idée de créé une équipe de baseball au sein du Sparta, qui est originellement un club promouvant la pratique du cricket, s'inspire de ce qui se fait alors dans d'autres clubs de football. En effet, le baseball est alors souvent pratiqué au sein des clubs de football de Hollande-Septentrionale en tant que sport d'été, pour garder une activité lors de l'intersaison. Il s'agit alors du tout premier club de baseball de Rotterdam.
Le Sparta obtient les premières règles du jeu, en anglais, de la part du club de RCH et son premier véritable matériel lorsque le frère d'un membre du club se rend aux États-Unis en 1947.
L'équipe devient dans les années qui suivent l'une des meilleures du pays. Commence alors au début des années 1960 la période d'or du club, qui collectionne les titres et empoche neuf titres nationaux entre 1963 et 1974. Dans ces années l'équipe dispute son match le plus important chaque saison face aux équipes de Harleem, qui font partie des pionnières du baseball dans le pays : EHS et EDO, puis les Haarlem Nicols. Lors de certaines de ces rencontres jusqu'à 5 000 personnes viennent assister aux rencontres sur le terrain du Nieuw Vreelust.
À trois reprises Sparta atteint la finale de la coupe d'Europe, sans jamais remporter le trophée : en 1965 où elle est la première équipe néerlandaise à arriver en finale, en 1973 où l'équipe déclare finalement forfait, et en 1975 où elle s'incline face au grand rival des Nicols de Haarlem.
Après cette période d'or l'équipe continue de jouer un rôle important le paysage du baseball national mais sans jamais être à nouveau sacrée championne.

Équipe du Sparta dans les années 1960
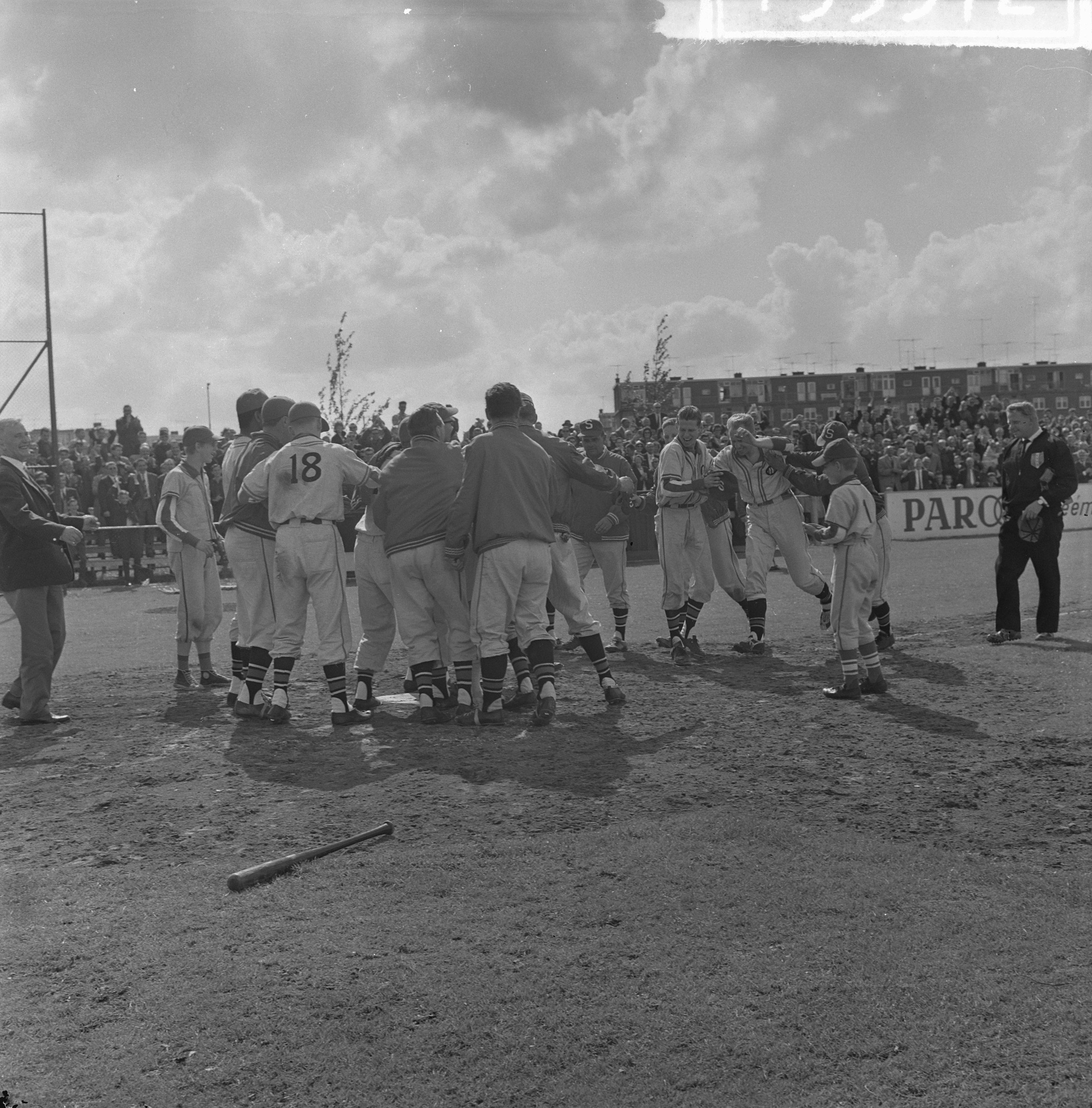
Joueurs célébrant une victoire face à EHS en 1963.
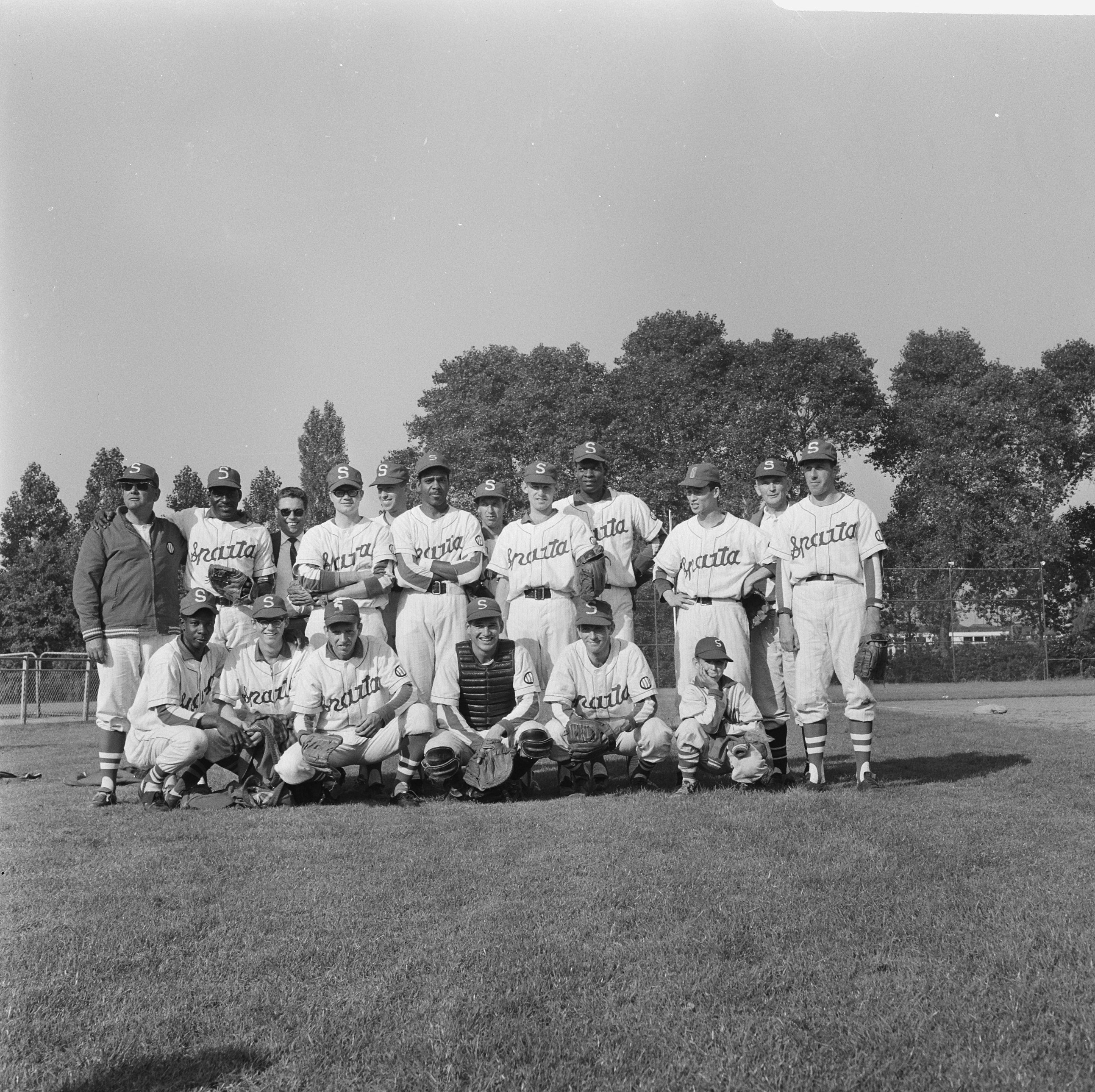
Équipe en 1966 en marge d'un match face à l'Ajax.
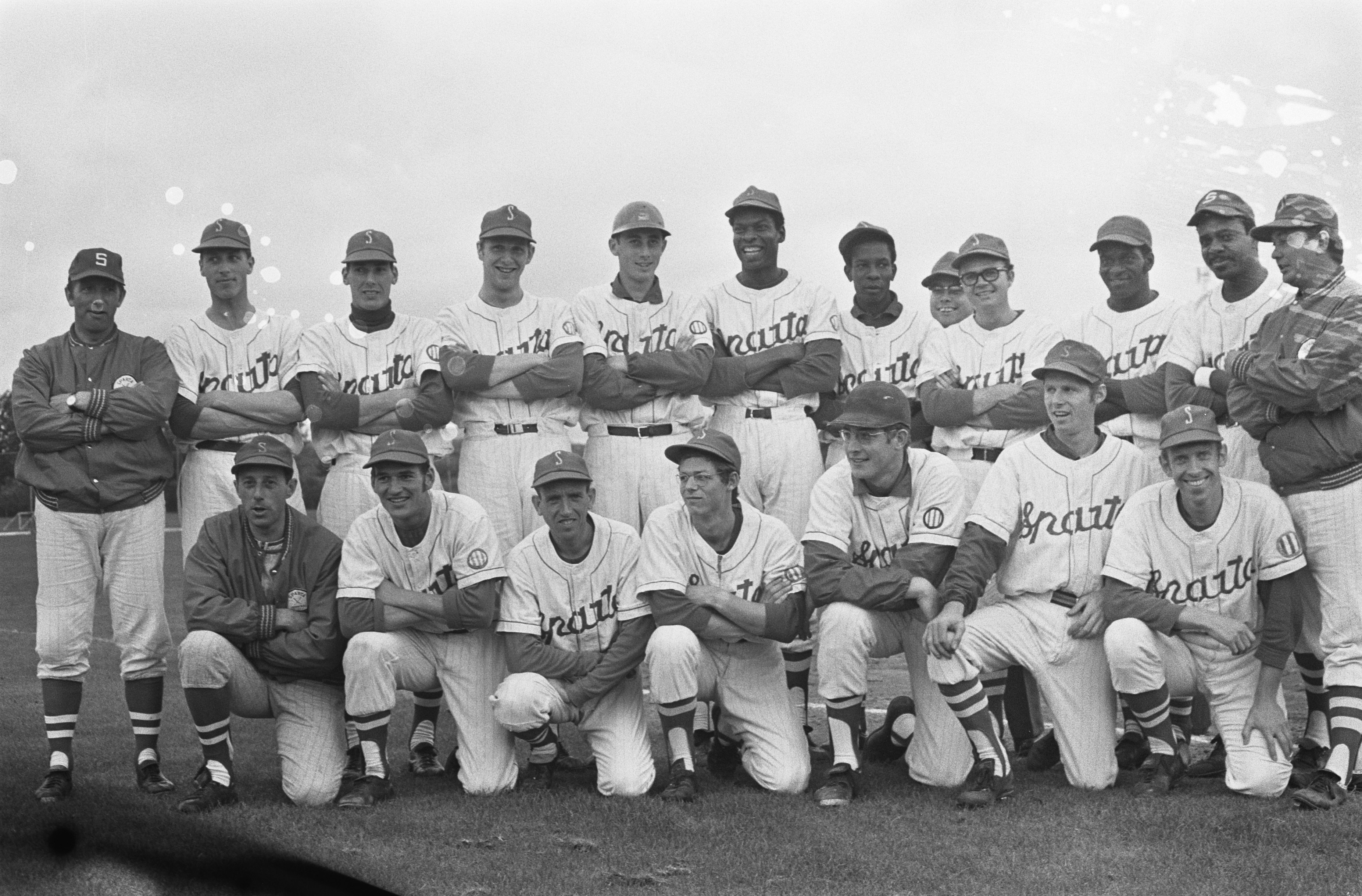
Équipe championne en 1969.

### Feyenoord
Dans le club de football de Feyenoord, une équipe de baseball est créée une première fois en 1950 avec peu de succès. L'opération est renouvelée en mars 1954 et connaît alors plus de succès. L'équipe débute en 4e Klasse.
L'équipe obtient son propre terrain de baseball à Varkenoord, le complexe sportif où réside le Feyenoord Rotterdam. L'existence de la section baseball augmente le nombre d'adhésions au sein de Feyenoord, et l'équipe première est promue pour la première fois en Hoofdklasse, l'échelon le plus important du baseball néerlandais, en 1968.
À cette époque, Huub Kohl évolue dans l'équipe. Il est le premier joueur à connaître une sélection internationale et son coup de circuit lors du dernier match de la saison 1968, face à l'autre concurrent à la montée, permet à Feyenoord d'assurer sa promotion dans l'élite.
La saison suivante en Hoofdklasse, la rivalité dans le football entre Feyenoord et Sparta se transpose au baseball puisque la première rencontre entre les deux équipes attire 2 000 spectateurs à Varkenoord.
Il s'agit alors comme au début du Sparta une équipe pour continuer la pratique sportive l'été. Pour pouvoir y prendre part, il faut être inscrit premièrement en tant que joueur de football, une commission observant les capacités footballistiques des joueurs. De nombreux joueurs sont donc avant tout des joueurs de football et ont pu évoluer à un bon niveau au sein des équipes de football du club. L'équipe est alors entraînée par Wim Onderstal qui a été gardien dans l'équipe première de Feyenoord.
En 1978, la KNVB impose aux clubs de football de séparer leurs activités professionnelles et amateurs. À cette occasion Feyenoord Rotterdam devient une stichting s'occupant de l'équipe professionnelle et le Sportclub Feyenoord continue en tant qu'association de football amateur avec l'équipe de baseball.
L'équipe est à nouveau promue en première division en 1979.
Plusieurs conflits interne, et le fait que le baseball soit mis au second plan au sein du Sportclub Feyenoord, font que l'équipe devient indépendante de ce dernier le 4 octobre 1983. À cette date est créé un nouveau club, baptisé HSV Feyenoord, vers lequel toute la section baseball du Sportclub migre. Le nouveau club inaugure ses propres installations à Varkenoord le 25 octobre 1985.
Après avoir connu plusieurs bonnes performances sportives, sans jamais ne rien remporter, et avoir été de nombreuses années une équipe difficile à battre et créant parfois la surprise, le club accepte de fusionner avec l'équipe du Sparta en 1998.

### Fusion et disparition
En raison de l'expansion du métro de Rotterdam, et le prolongement des lignes A et B jusqu'à Schiedam, le terrain historique de Sparta du Nieuw Vreelust doit être délaissé en 1996. La commune de Rotterdam ne trouvant pas de solution satisfaisante pour reloger Sparta, le club se rapproche de Feyenoord, qui dispose de trois terrains à Beverwaard, et fusionne avec en 1998.
Le nouveau club qui résulte de cette fusion prend le nom de HSV Sparta/Feyenoord et s'installe donc à Beverwaard, au sud de Rotterdam. Si l'équipe est censée débuter au plus bas niveau, elle profite du départ de VUC du baseball pour débuter en Eerste Klasse (2e échelon national).
Deux grands joueurs de football de Feyenoord et Sparta, Henk Schouten et Tinus Bosselaar, lancent les premières balles pour le match inaugural du nouveau club.
Quatrième de la saison régulière en 2005, le Sparta/Feyenoord participe aux play-offs où son parcours est stoppé en demi-finale contre Neptunus (3 victoires à 0).
Les résultats sont plus décevants en 2006 et 2007 avec une septième place en saison régulière.
Le club est en proie à des difficultés financières dans les années 2000.
Face à la relégation à l'issue de la saison 2012, le club fait faillite et disparaît définitivement cette même année.

## Palmarès
Feyenoord et le club Sparta/Feyenoord n'ont jamais remporté de titre, mais le Sparta est l'un des clubs les plus titrés du Pays-Bas.
- Champion des Pays-Bas (9) :
  - 1963, 1964, 1966, 1967, 1969, 1971, 1972, 1973 et 1974.

## Annexe